# Tornado outbreak
Per "scoppio di trombe d'aria" (in inglese tornado outbreak) s'intendono dalle 6-10 trombe d'aria in su prodotte dallo stesso sistema temporalesco. Le trombe d'aria si verificano di solito nell'arco di 24 ore o proseguono fino alle prime ore del mattino del giorno successivo e all'interno della stessa regione. Lo scoppio di trombe d'aria si verifica di solito tra marzo e giugno nelle Grandi Pianure di Stati Uniti e Canada, soprattutto nella cosiddetta Tornado Alley. Lo scoppio di trombe d'aria può comunque verificarsi durante altri periodi dell'anno e in altre regioni del mondo.
Il più grande scoppio di trombe d'aria può essere, a seconda della definizione applicata e del tempo trascorso tra le interruzioni dell'attività tornadica, quello che è andato dal 25 al 28 aprile 2011, con ben 362 trombe d'aria. Supera probabilmente quello del 3-4 aprile 1974, con 148 trombe d'aria. Entrambi si sono verificati negli Stati Uniti e in Canada.